# آق دیوار (مشگین‌شهر)
آق دیوار یک منطقهٔ مسکونی در ایران است که در دهستان شعبان واقع شده‌است. براساس سرشماری مرکز آمار ایران در سال ۱۳۹۵، آق دیوار ۳۵ نفر جمعیت دارد.